# Taniya Bhatia
Taniya Bhatia (* 28. November 1997 in Chandigarh, Indien) ist eine indische Cricketspielerin, die seit 2018 für die indische Nationalmannschaft spielt.

## Aktive Karriere
Ihr Debüt in der Nationalmannschaft gab sie im Februar 2018 bei der Tour in Südafrika im WTwenty20-Cricket. Im September des Jahres spielte sie auch ihr erstes WODI in Sri Lanka und konnte in ihrem zweiten Spiel ihr erstes Half-Century über 68 Runs erzielen. Sie war dann als Wicket-Keeperin für Indien beim ICC Women’s World Twenty20 2018, konnte jedoch am Schlag wenig erreichen. Sie verblieb im Team und war auch Teil dieses beim ICC Women’s T20 World Cup 2020. Dort konnte sie gegen Neuseeland 23 Runs erreichen. Daraufhin war sie nur noch vereinzelt im Team, da ihre Strike Rate als zu gering eingestuft wurde. Ihren ersten WTest absolvierte sie bei der Tour in England im Sommer 2021 und konnte dabei mit 44* Runs im zweiten innings das Remis bewahren. Auch wurde sie für die Commonwealth Games 2022 nominiert.